# Giro del Trentino 1995
Il Giro del Trentino 1995, diciannovesima edizione della corsa, si è svolto in tre tappe, dal 27 al 29 aprile 1995, per un percorso totale di 524 km. La vittoria fu appannaggio dello svizzero Heinz Imboden, che completò il percorso in 13h43'49", precedendo gli italiani Mariano Piccoli e Francesco Frattini.

## Tappe
| Tappa  | Data      | Percorso                              | km  | Vincitore di tappa | Leader cl. generale |
| ------ | --------- | ------------------------------------- | --- | ------------------ | ------------------- |
| 1ª     | 27 aprile | Riva del Garda > Lagundo Merano Forst | 187 | Davide Rebellin    | Davide Rebellin     |
| 2ª     | 28 aprile | Lagundo Merano Forst > Cavalese       | 196 | Heinz Imboden      | ?                   |
| 3ª     | 29 aprile | Cavalese > Arco                       | 161 | Tony Rominger      | Heinz Imboden       |
| Totale | Totale    | Totale                                | 524 |                    |                     |

## Dettagli delle tappe

### 1ª tappa
- 27 aprile: Riva del Garda > Lagundo Merano Forst – 187 km

Risultati
| Pos. | Corridore          | Squadra                 | Tempo    |
| ---- | ------------------ | ----------------------- | -------- |
| 1    | Davide Rebellin    | MG Maglificio-Technogym | 4h39'13" |
| 2    | Francesco Frattini | Gewiss-Ballan           | ?        |
| 3    | Andrea Ferrigato   | ZG Mobili-Selle Italia  | ?        |

| Pos. | Corridore          | Squadra                 | Tempo    |
| ---- | ------------------ | ----------------------- | -------- |
| 1    | Davide Rebellin    | MG Maglificio-Technogym | 4h39'13" |
| 2    | Francesco Frattini | Gewiss-Ballan           | ?        |
| 3    | Andrea Ferrigato   | ZG Mobili-Selle Italia  | ?        |

### 2ª tappa
- 28 aprile: Lagundo Merano Forst > Cavalese – 196 km

Risultati
| Pos. | Corridore       | Squadra        | Tempo    |
| ---- | --------------- | -------------- | -------- |
| 1    | Heinz Imboden   | Refin          | 5h18'15" |
| 2    | Mariano Piccoli | Brescialat     | ?        |
| 3    | Pavel Tonkov    | Lampre-Panaria | ?        |

| Pos. | Corridore     | Squadra | Tempo |
| ---- | ------------- | ------- | ----- |
| 1    | Heinz Imboden | Refin   | ?     |

### 3ª tappa
- 29 aprile: Cavalese > Arco – 161 km

Risultati
| Pos. | Corridore      | Squadra                 | Tempo    |
| ---- | -------------- | ----------------------- | -------- |
| 1    | Tony Rominger  | Mapei-GB                | 3h56'26" |
| 2    | Fabio Baldato  | MG Maglificio-Technogym | ?        |
| 3    | Evgenij Berzin | Gewiss-Ballan           | ?        |

| Pos. | Corridore          | Squadra       | Tempo     |
| ---- | ------------------ | ------------- | --------- |
| 1    | Heinz Imboden      | Refin         | 13h43'49" |
| 2    | Mariano Piccoli    | Brescialat    | a 1'06"   |
| 3    | Francesco Frattini | Gewiss-Ballan | a 1'21"   |

## Classifiche finali

### Classifica generale
| Pos. | Corridore          | Squadra                 | Tempo     |
| ---- | ------------------ | ----------------------- | --------- |
| 1    | Heinz Imboden      | Refin                   | 13h43'49" |
| 2    | Mariano Piccoli    | Brescialat              | a 1'06"   |
| 3    | Francesco Frattini | Gewiss-Ballan           | a 1'21"   |
| 4    | Pavel Tonkov       | Lampre-Panaria          | a 1'37"   |
| 5    | Ivan Gotti         | Gewiss-Ballan           | a 3'02"   |
| 6    | Massimo Podenzana  | Brescialat              | s.t.      |
| 7    | Enrico Zaina       | Carrera Jeans-Tassoni   | a 3'30"   |
| 8    | Stefano Cattai     | ZG Mobili-Selle Italia  | s.t.      |
| 9    | Davide Rebellin    | MG Maglificio-Technogym | a 4'17"   |
| 10   | Evgenij Berzin     | Gewiss-Ballan           | a 4'21"   |